# Klara Ludwika Szczęsna
Klara Ludwika Szczęsna (ur. 18 lipca 1863 w Cieszkach, zm. 7 lutego 1916 w Krakowie) – zakonnica, współzałożycielka Zgromadzenia Służebnic Najświętszego Serca Jezusowego (sercanek) oraz błogosławiona Kościoła katolickiego.

## Życiorys
Urodziła się w 1863 jako szóste z siedmiorga dzieci rodziców Antoniego i Franciszki z domu Skorupskiej, którzy utrzymywali się z pracy najemnej. 24 lipca tegoż roku została ochrzczona w pobliskiej parafii św. Andrzeja Apostoła w Lubowidzu, a rodzicami chrzestnymi byli Franciszek Szczęsny i Ewa Kowalska. W dzieciństwie nie uczęszczała do żadnej szkoły, a w domu przyuczyła się do krawiectwa, którego nauczyła ją matka z myślą o jej przyszłości. Pomiędzy 1870 a 1873 rodzina Szczęsnych przeprowadziła się na małą kolonię Borczyny, gdzie 25 września 1875 zmarła jej matka. Prawdopodobnie śmierć matki była powodem skierowania się jej w stronę życia duchowego, gdyż właśnie w tym czasie, zaczęła się ona coraz bardziej modlić do Matki Bożej. W cztery miesiące później, po śmierci żony Franciszki ojciec ponownie się ożenił, z bardzo młodą, osiemnastoletnią Antoniną Więckowską.
Z książeczki meldunkowej, wydanej w 1878 możemy się dowiedzieć, że Ludwika była średniego wzrostu, miała okrągłą twarz, niebieskie oczy oraz jasne włosy. Nakłaniana przez ojca do zamążpójścia, mając 17 lat około 1880 uciekła z domu do pobliskiej Mławy, gdzie prawdopodobnie utrzymywała się pracując jako krawcowa. Nieznane są jednak bliżej szczegóły jej życia i pobytu w tym mieście. W sierpniu 1885 uczestniczyła w Zakroczymiu, w rekolekcjach prowadzonych dla dziewcząt przez kapucyna o. Honorata Koźmińskiego, późniejszego błogosławionego, założyciela wielu zgromadzeń zakonnych. Spotkanie to miało kluczowe znaczenie w jej decyzji wyboru życia zakonnego, bowiem zachęcona przez niego oświadczyła, że chce poświęcić się Bogu. Została skierowana do działającego w ukryciu Zgromadzenia Sług Jezusa, którego zadaniem była praca wśród służących. Siostra przełożona Eleonora Motylowska z tego zgromadzenia wspominając, dzień w którym ją poznała zanotowała m.in.: 

W tym czasie przyjechała na rekolekcje z Mławy biedna panienka, zajmująca się szyciem, Ludwika Szczęsna. Z całą prostotą oświadczyła pragnienie służenia Bogu, wszystkie fraszki światowe służące do próżności spaliła i okazała gotowość pojechania ze mną, nawet nie dopytując, gdzie ją zawiozę. Podobała mi się niezmiernie jej szczerość, męstwo w zerwaniu ze światem i oddanie się Bogu...

8 grudnia 1886 Ludwika rozpoczęła nowicjat w Warszawie. Po roku nowicjatu złożyła obietnicę wierności, a po następnych dwóch latach, 8 grudnia 1889 przyjęła pierwsze śluby zakonne, przyjmując imię zakonne Honorata. Śluby te miały charakter prywatny, jako że Zgromadzenie Sług Jezusa było wspólnotą tercjarską, zorganizowaną na sposób życia zakonnego i nie posiadało w tym czasie zatwierdzenia ze strony Kościoła. Od października 1889 przełożeni Sług Jezusa powierzyli Ludwice obowiązki przełożonej w nowo otwartej placówce w Lublinie, gdzie prowadzono pracownię krawiecką i zakonspirowane apostolstwo wśród służących.
Gdy w 1893 ks. Józef Sebastian Pelczar poprosił o. Honorata o siostry do prowadzenia przytuliska dla służących w Krakowie przy ul. Mikołajskiej 11, skierował on tam s. Ludwikę Szczęsną oraz s. Faustynę Rostkowską. Rok później Ludwika z inspiracji ks. Józefa Sebastiana Pelczara za zgodą biskupa Albina Dunajewskiego założyli nową rodzinę zakonną: Zgromadzenie Służebnic Najświętszego Serca Jezusowego, co nastąpiło 15 kwietnia 1894, a którego celem było uwielbienie Boga w Trójcy Świętej Jedynego w Tajemnicy Najświętszego Serca Jezusowego i szerzenie Królestwa Miłości Bożego Serca w życiu codziennym. Pierwszą przełożoną została siostra Ludwika na okres trzech lat, przybierając imię zakonne Klara. 2 lipca 1895, po odbyciu rocznego nowicjatu, Klara Ludwika Szczęsna złożyła na ręce ks. Pelczara wieczyste śluby zakonne, będąc później pierwszą mistrzynią nowicjuszek. W dniu jej profesji zakonnej został poświęcony kamień węgielny pod budowę nowego domu przy ul. Garncarskiej na parceli ofiarowanej Zgromadzeniu przez księżną Wandę Jabłonowską. Osiem dni później również cztery inne siostry złożyły śluby roczne. 28 grudnia 1907 s. Klarę wybrano jednogłośnie na przełożoną generalną. 19 marca 1912 nastąpiło ostateczne zatwierdzenie Zgromadzenia przez Stolicę Apostolską. Na drugiej kapitule 27 grudnia 1913 wybrano ją ponownie na przełożoną generalną. Zgromadzenie rozwijało się wówczas prężnie i podejmowało coraz to nowe rodzaje prac. Do początkowej opieki nad służącymi, robotnicami i chorymi przebywającymi w domach, doszła praca w szpitalach, prowadzenie ochronek i szkół, kursów kroju i szycia oraz katechizacja w tych wsiach, do których nie mogli dotrzeć kapłani. Przełożoną Zgromadzenia była przez 22 lata. Zmarła 7 lutego 1916 o godz. 12 w wyniku choroby nowotworowej płuc. Została pochowana początkowo na cmentarzu Rakowickim, po czym jej doczesne szczątki zostały przeniesione 23 stycznia 1995 do sarkofagu w bocznej kaplicy zakonnego kościoła Najświętszego Serca Pana Jezusa sióstr sercanek w Krakowie.

## Tablica przodków
| Tablica rodowodowa                                     |                                                                                 |                                                                                 |                                                                                 |                                                                                 |
| Dziadkowie                                             | Piotr Szcześniak (~1770–?) Teresa Pniewska (~1770–?)                            | Wawrzyniec Skorupski (~1790–?) Antonina Mach (~1800–?)                          |                                                                                 |                                                                                 |
| Rodzice                                                | Antoni Szczęsny (28.07.1829–~1902) Franciszka Skorupska (24.02.1827–25.09.1875) | Antoni Szczęsny (28.07.1829–~1902) Franciszka Skorupska (24.02.1827–25.09.1875) | Antoni Szczęsny (28.07.1829–~1902) Franciszka Skorupska (24.02.1827–25.09.1875) | Antoni Szczęsny (28.07.1829–~1902) Franciszka Skorupska (24.02.1827–25.09.1875) |
| Bł. Ludwika Klara Szczęsna SSCJ (18.07.1863–7.02.1916) |                                                                                 |                                                                                 |                                                                                 |                                                                                 |

## Beatyfikacja
25 marca 1994 w archidiecezji krakowskiej kard. Franciszek Macharski rozpoczął w Krakowie jej proces beatyfikacyjny. Odtąd przysługiwał jej tytuł Służebnicy Bożej. 15 kwietnia 1996 nastąpiło uroczyste zamknięcie diecezjalnej części tego procesu, po czym akta zostały przesłane do watykańskiej Kongregacji Spraw Kanonizacyjnych. 13 grudnia 1996 wydano dekret o ważności procesu diecezjalnego. w 2002 złożono tzw. Positio wymagane w dalszej procedurze beatyfikacyjnej.
Postulatorką w procesie rzymskim mianowano s. Olgę Ewę Podsadnią SSCJ. 20 grudnia 2012 papież Benedykt XVI podpisał dekret dotyczący heroiczności jej cnót. Od tej chwili przysługiwał jej tytuł Czcigodnej Służebnicy Bożej. Następnie 19 maja 2015 Kongregacja Spraw Kanonizacyjnych uznała cud za jej przyczyną, jakim było wybudzenie ze śpiączki ciężko rannego w głowę w wypadku samochodowym w 2001 jedenastoletniego Michała. Papież Franciszek 5 czerwca 2015 aprobował decyzję Kongregacji o tym cudzie.
Uroczysta beatyfikacja s. Klary Ludwiki Szczęsnej SSCJ miała miejsce 27 września 2015 w sanktuarium św. Jana Pawła II w Krakowie, a aktu tego w imieniu papieża Franciszka dokonał prefekt Kongregacji Spraw Kanonizacyjnych kard. Angelo Amato. Obraz beatyfikacyjny namalował w 2015 artysta Maciej Sancewicz.
Jej wspomnienie liturgiczne zostało wyznaczone na dzień 7 lutego (dies natalis).